# Marinella Bragaglia
Marinella Bragaglia (Palma di Montechiaro, 6 novembre 1886 – Canale di Sicilia, 19 luglio 1918) è stata un'attrice teatrale italiana.

## Biografia
Figlia di attori teatrali, iniziò a recitare al fianco dei genitori all'età di 5 anni.
Ottenne grande successo ai primi del '900 come primattrice della compagnia del Teatro Machiavelli di Giovanni Grasso, con cui contribuì a rendere popolare a livello nazionale il teatro dialettale siciliano.  Nel 1903 lasciò clamorosamente la compagnia nel bel mezzo di uno spettacolo per fuggire con l'attore Vittorio Marazzi-Diligenti  che in seguito sposò e da cui ebbe due figlie. Fu attrice amata da Nino Martoglio, che la scelse come protagonista di Nica, da lui diretto, e che la ricordò in un articolo scritto per celebrarne la figura come “vera e propria diletta figliuola”. Recitò nei maggiori teatri italiani, e fece tournée all'estero, esibendosi tra l'altro a Parigi, New York, Londra, Berlino, Mosca, San Pietroburgo, Buenos Aires, Rio de Janeiro. Tra i suoi ammiratori vi fu anche Gabriele D'Annunzio, che nel 1903 dopo averla vista recitare al Manzoni di Milano nella Zolfara di Giuseppe Giusti Sinopoli la ribattezzò "la piccola Duse".
Morì prematuramente e tragicamente nel 1918, quando il piroscafo con il quale si recava a Tunisi insieme alla figlia minore Vittoria a seppellire la salma di suo marito ucciso due giorni prima fu colpito al largo di Pantelleria da un siluro austriaco e affondò.